# شویچی نیاما
شویچی نیاما (ژاپنی: 新井山 祥智؛ زادهٔ ۱۳ آوریل ۱۹۸۵) یک بازیکن فوتبال اهل ژاپن است.
از باشگاه‌هایی که در آن بازی کرده‌است می‌توان به باشگاه فوتبال ونریر هاچینوهه اشاره کرد.